# Iván Amaya
Iván Amaya Carazo (Madrid, 3 de setembro de 1978) é um ex-futebolista profissional espanhol que atuava como defensor, medalhista olímpico.

## Carreira
Iván Amaya representou a Seleção Espanhola de Futebol, nas Olimpíadas de 2000. 